# محوطه شهزوار
محوطه شهزوار مربوط به هزاره اول قبل از میلاد است و در شهرستان مهدیشهر، روستای لرد واقع شده و این اثر در تاریخ ۱۲ بهمن ۱۳۸۱ با شمارهٔ ثبت ۷۳۴۸ به‌عنوان یکی از آثار ملی ایران به ثبت رسیده است.